# Wales
Wales (verouderd Nederlands: Wallis of Kymrië, Welsh: Cymru ("Kumruu"), Latijn: Cambria) maakt als constituerend land met Engeland, Noord-Ierland en Schotland deel uit van het Verenigd Koninkrijk. Wales ligt in het westen van het eiland Groot-Brittannië en grenst in het oosten aan Engeland. Wales kent een eigen taal, een eigen vlag en beperkt binnenlands bestuur, maar in de internationale betrekkingen geldt alleen het Verenigd Koninkrijk als soevereine staat. Wales is dus geen land in de strikte betekenis van 'onafhankelijke staat', maar wel in een wat ruimere betekenis van 'begrensd gebied met een politieke identiteit'. Historisch gezien is Wales als geheel nooit een zelfstandige staat geweest.
Wales telt iets meer dan drie miljoen inwoners waarvan nog een zesde Welsh spreekt. De naam Wales komt van het Germaanse woord Walha (vreemdeling) dat mogelijk is afgeleid van de naam van de Keltische stam de Volcae. Ook Wallonië, Walachije en Wallis zijn van dit woord afgeleid.

## Geschiedenis
Rond het begin van de jaartelling werd het gebied van het huidige Wales bewoond door een aantal Keltische stammen, met name de Deceangli, Ordovices, Cornovii, Demetae en Siluren.
De Romeinen veroverden Groot-Brittannië vanaf het jaar 48. Ze bouwden een groot aantal forten in het zuiden van het land tot Carmarthen in het westen. Zij bouwden ook het amfitheater in Caerleon, het best bewaarde in Groot-Brittannië. De romanisering bleef kennelijk beperkt en het Brits was in de Romeinse periode de normale omgangstaal.

De etnische verdeling in 600

In 410 werden de Romeinse legioenen teruggetrokken. Kort daarop kreeg Groot-Brittannië te maken met invasies van Germaanse stammen, zoals Angelen, Saksen en Juten. In die tijd ontwikkelde zich een gemeenschappelijke Keltische identiteit waarvoor men het begrip combrogi begon te gebruiken, "landgenoten". De woorden Cymry, "Welshmen", en Cymru, "Wales", zijn hiervan afgeleid. Dit werd gelatiniseerd tot Cambria. Ze duidden toen een veel groter gebied aan dan tegenwoordig, ongeveer de westelijke helft van Groot-Brittannië met uitzondering van Cornwall waar andere dialecten werden gesproken. Door het wegvallen van het Romeinse gezag kwamen in het gebied van het huidige Wales zelfstandige koninkrijkjes op, met name Gwynedd, Powys, Dyfed, Seisyllwg, Morgannwg en Gwent. Op het eind van de zesde eeuw werden die van hun "landgenoten" in het "Oude Noorden" (Hen Ogledd) gescheiden door de opkomst van de Angelsaksische koninkrijken Mercia en Northumbria. Daarna stokte de Germaanse opmars. Traditioneel wordt het geweten aan het bergachtige terrein met grote hoeveelheden regen dat Wales nooit door de Angelsaksen werd ingenomen. Moderne verklaringen leggen de klemtoon op het feit dat de Germaanse immigratie rond 550 ophield en dat de Welsh een krachtige eigen christelijke identiteit hadden ontwikkeld waarin ze zich afzetten tegen de Germaanse heidenen. Dat laatste had ook tot gevolg dat ze weinig activiteiten ontplooiden om die te kerstenen, zodat door een missie uit Rome zelf een Engelse kerkorganisatie tot stand kwam naast een "Britse". Een van de Saksische koningen, Offa van Mercia, wordt traditioneel gezien als degene die een grote aarden wal (of dijk) liet bouwen langs de grens met zijn koninkrijk om de Welsh buiten te houden. Delen van Offa's Dyke zijn tot op de dag van vandaag zichtbaar. Het verdedigingssysteem markeert de culturele grens tussen Wales en Engeland.
De culturele scheiding hield allerminst in dat er ook een politieke scheiding was. De Welshe vorstendommen waren volop betrokken bij de politieke ontwikkelingen in Groot-Brittannië en sloten vaak bondgenootschappen met de verschillende Angelsaksische koningen waarvan ze soms ook de opperheerschappij erkenden. Zelf vormden ze geen politieke eenheid. In de achtste eeuw werd de situatie nog ingewikkelder door invallen van de Vikingen en de vorming van Deense koninkrijken op Engels grondgebied. Tussen 1055 en 1063 werd Wales voor het eerst, en het laatst, politiek verenigd onder koning Gruffudd ap Llywelyn. Het ging hier om een personele unie van de verschillende prinsdommen; er heeft dus nooit een Welshe staat bestaan. In 1066 veroverde Willem de Veroveraar vanuit Normandië Engeland. Daarbij werd een proces van feodalisering ingezet. Het bleek echter zeer lastig om dat systeem ook naar Wales uit te breiden waar men een eigen kerk en hofcultuur had. De Normandische koningen zagen het grensgebied met Wales als een oorlogszone, de Welsh Marches, waarin de Marcher Lords de vrije hand kregen hun gebied naar het westen uit te breiden. In twee eeuwen tijd veroverden die het zuiden van Wales. In 1267 werd Llywelyn ap Gruffydd, de prins van Gwynedd, door Hendrik III van Engeland erkend als Prince of Wales op voorwaarde dat de Engelse koning als leenheer werd erkend. Eduard I van Engeland lukte het in 1277 het midden van Wales onder zijn gezag te brengen en het onafhankelijke gebied te beperken tot een klein deel van Gwynedd. Dat leidde tot een nationale Welshe opstand toen hij poogde het Engelse rechtssysteem op te leggen. Die opstand mislukte in 1282, toen prins Llywelyn ap Gruffydd overleed en zo Llywelyn Ein Llyw Ola ("Llywelyn de Laatste") werd. Eduard I maakte van het noorden een apart prinsdom, de Principality of North Wales, dat direct onder het gezag van de Engelse koning viel. Hij bouwde een groot aantal reusachtige stenen kastelen, dwangburchten om de Welsh in bedwang te kunnen houden. De bekendste staan (nog steeds) in Caernarfon, Conwy en Harlech.
Tot 1535 viel Wales formeel buiten het Engelse koninkrijk. De Marcher Lords en de Engelse koning heersten er op persoonlijke titel. Soms waren er Welshe opstanden, de meest bekende en succesvolle die van Owain Glyndŵr, die zich liet uitroepen tot Prince of Wales, tussen 1400 en 1412. In de zestiende eeuw werd deze situatie van wetteloosheid en rechteloosheid in toenemende mate als onwenselijk beschouwd, een bedreiging voor de openbare orde en de veiligheid van de Kroon. Hendrik VIII van Engeland stelde daarom in 1535 en 1542 wetten vast, tegenwoordig officieel de Laws in Wales Acts 1535–1542 genaamd, waarin het hele gebied volledig bij Engeland getrokken werd. De wetten bepaalden dat Welshmen gelijkwaardig waren aan andere Engelsen maar ook dat het Engels, met uitsluiting van het Welsh, de taal van rechtspraak en bestuur zou zijn. Onder Hendrik VIII werd ook de bestuursorganisatie van de Anglicaanse Kerk aan het gebied opgelegd. Dit alles leidde tot de vorming van een Engelstalige bovenlaag. Tot 1689 was er nog een Council of Wales and the Marches; daarna viel iedere bestuurlijke eenheid van het gebied weg.
Tijdens de negentiende eeuw begon Wales in versneld tempo te verengelsen, vooral in het dichter bevolkte zuiden waar zich een belangrijke mijnbouw en industrie ontwikkelde. In reactie hierop en in aansluiting met het toen gangbare nationalisme kwam er een nationale Welshe beweging op gang. Een gevolg was, dat zowel in Wales zelf als in de rest van Engeland het gebied als een apart land begon beschouwd te worden. Hiervoor ontwierp men ook nationale symbolen, zoals een vlag, wapenschild en volkslied, de Hen Wlad Fy Nhadau. Daarvoor bestond oorspronkelijk niet de geringste juridische basis. Wales is geen apart prinsdom, ondanks de verwarrende titel van Prince of Wales die de Engelse kroonprins draagt. Anders dan Schotland heeft Wales ook geen eigen valuta, rechtssysteem of onderwijssysteem. Het valt nog steeds onder het oude recht van het koninkrijk Engeland. Het maakte sinds 1707 deel uit van het Verenigd Koninkrijk als deel van Engeland. In de Interpretation Act 1978 werd het gebied voor het eerst gedefinieerd als een apart land (country) maar dat bleef vooralsnog een holle frase daar er geen enkel rechtsgevolg aan verbonden was.
Na de Tweede Wereldoorlog kwam het tot een zeer geleidelijke bestuurlijke verzelfstandiging. Die begon in 1947 met de Council for Wales and Monmouthshire, een adviesraad met zevenentwintig benoemde leden. In 1964 werd die afgeschaft ter gelegenheid van de oprichting van de Welsh Office, een regeringsdepartement met een eigen Secretary of State for Wales. In 1979 werd in een referendum, beperkt tot het traditionele Wales, het voorstel verworpen tot een aparte Welshe assemblee. In 1997 echter werd in het kader van een ruimere devolution van het Verenigd Koninkrijk, die ook Schotland omvatte, in een referendum een zodanig voorstel met 50,3% aangenomen. In 1999 werden voor het eerst verkiezingen gehouden voor de Cynulliad Cenedlaethol Cymru, het Parlement van Wales met zestig leden. De Welsh Office als zodanig werd toen afgeschaft en vervangen door de Wales Office. Eerst had deze assemblee slechts zeer geringe bevoegdheden. Men mocht weinig meer dan twintig budgetposten, toegewezen door het Britse Parlement, verder onderverdelen. In 2006 kreeg de Government of Wales Act 2006 rechtskracht die voorzag in een eigen Welshe regering en (ten dele door Britse goedkeuring beperkte) wetgevende bevoegdheden en in verband daarmee een eigen Welsh Seal, een zegel om deze wetten letterlijk te bezegelen. In 2011 stemde de bevolking in een referendum voor een volledig autonome wetgevende bevoegdheid, zij het slechts op de twintig vooraf bepaalde bestuursterreinen. Daaronder vallen niet defensie, belastingen of de sociale voorzieningen. In verkiezingen voor het Europees Parlement fungeerde Wales als een apart kiesgebied waarin vier afgevaardigden volgens een systeem van evenredige vertegenwoordiging gekozen werden. Dit proces van verzelfstandiging heeft ertoe geleid dat Wales sinds 1999 officieel aangeduid wordt als constituent country van het Verenigd Koninkrijk, naast Engeland, Schotland en Noord-Ierland.

## Geografie

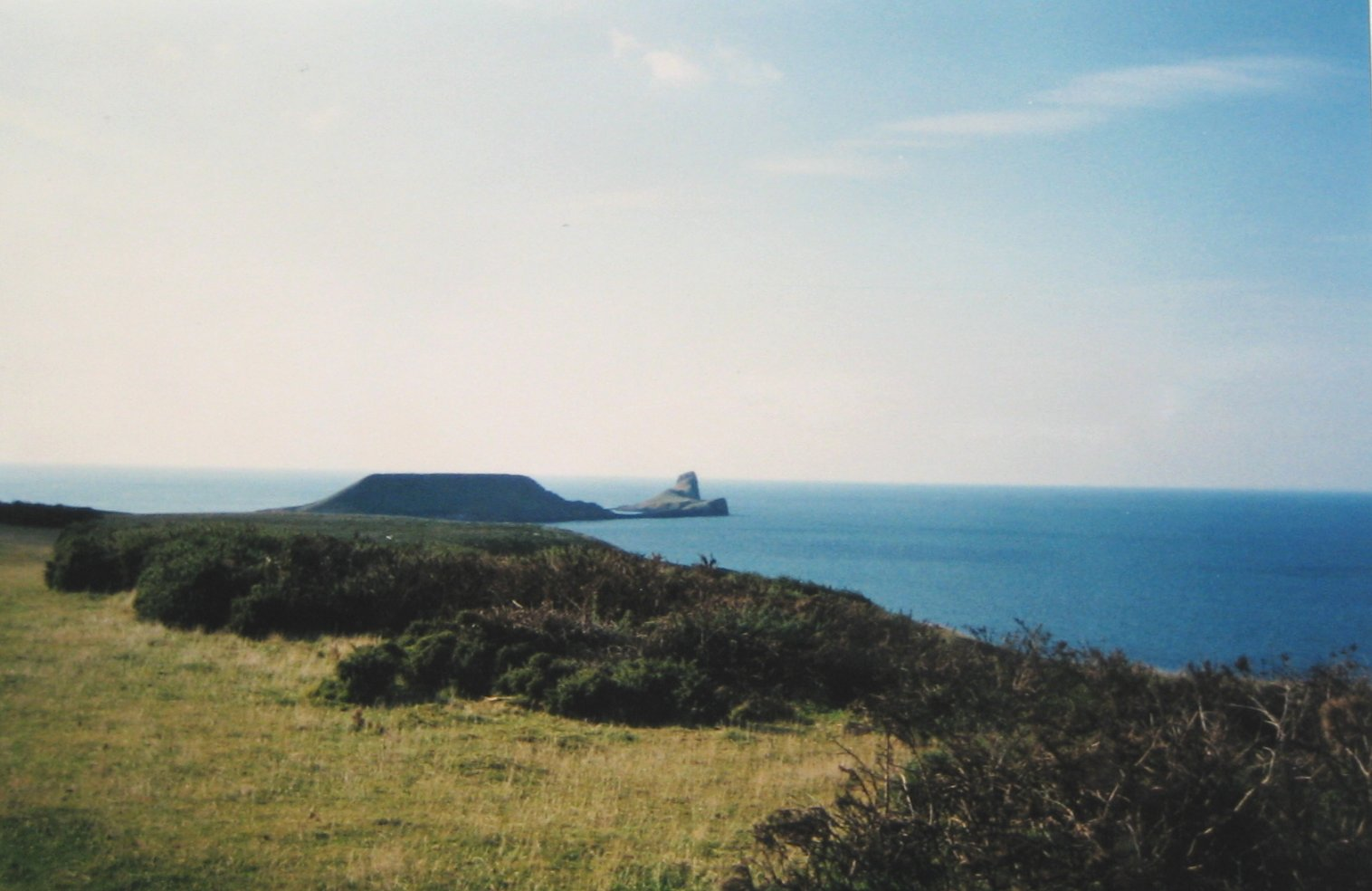
Worms Head voor de kust van Wales

Wales ligt in het centrale westen van het eiland Groot-Brittannië. De oppervlakte van Wales is zo'n 20.736 km², ongeveer even groot als Slovenië. Het is ruwweg 274 km van noord naar zuid en 97 km van oost naar west. Wales wordt begrensd door Engeland in het oosten en door de zee in de overige windrichtingen; het Kanaal van Bristol in het zuiden, het Sint-Georgekanaal in het zuidwesten en de Ierse Zee in het noordwesten en noorden. Alles bij elkaar heeft Wales een kustlijn van 1200 km. Verder liggen er enkele eilanden voor de kust van Wales, waarvan Anglesey (Welsh: Ynys Môn) in het noordwesten het grootste is.
Het landschap van Wales is voor een groot deel bergachtig, vooral in het noorden en het midden van het land. De bergen zijn gevormd tijdens het Paleozoïcum, vooral het Cambrium, en hebben verder hun vorm gekregen gedurende het Weichselien, de laatste ijstijd. De Brecon Beacons (Welsh: Bannau Brycheiniog) liggen in het zuiden, met de Pen-y-Fan (886 meter) als hoogste punt, en vormen een verbinding met de Cambrian Mountains, in het midden van Wales, die zich verder uitstrekken naar het noorden. De hoogste bergen van Wales zijn te vinden in Snowdonia National Park (Welsh: Parc Cenedlaethol Eryri) in het noorden van Wales; met de Yr Wyddfa (1085 meter) als de hoogste berg.

### Steden en plaatsen

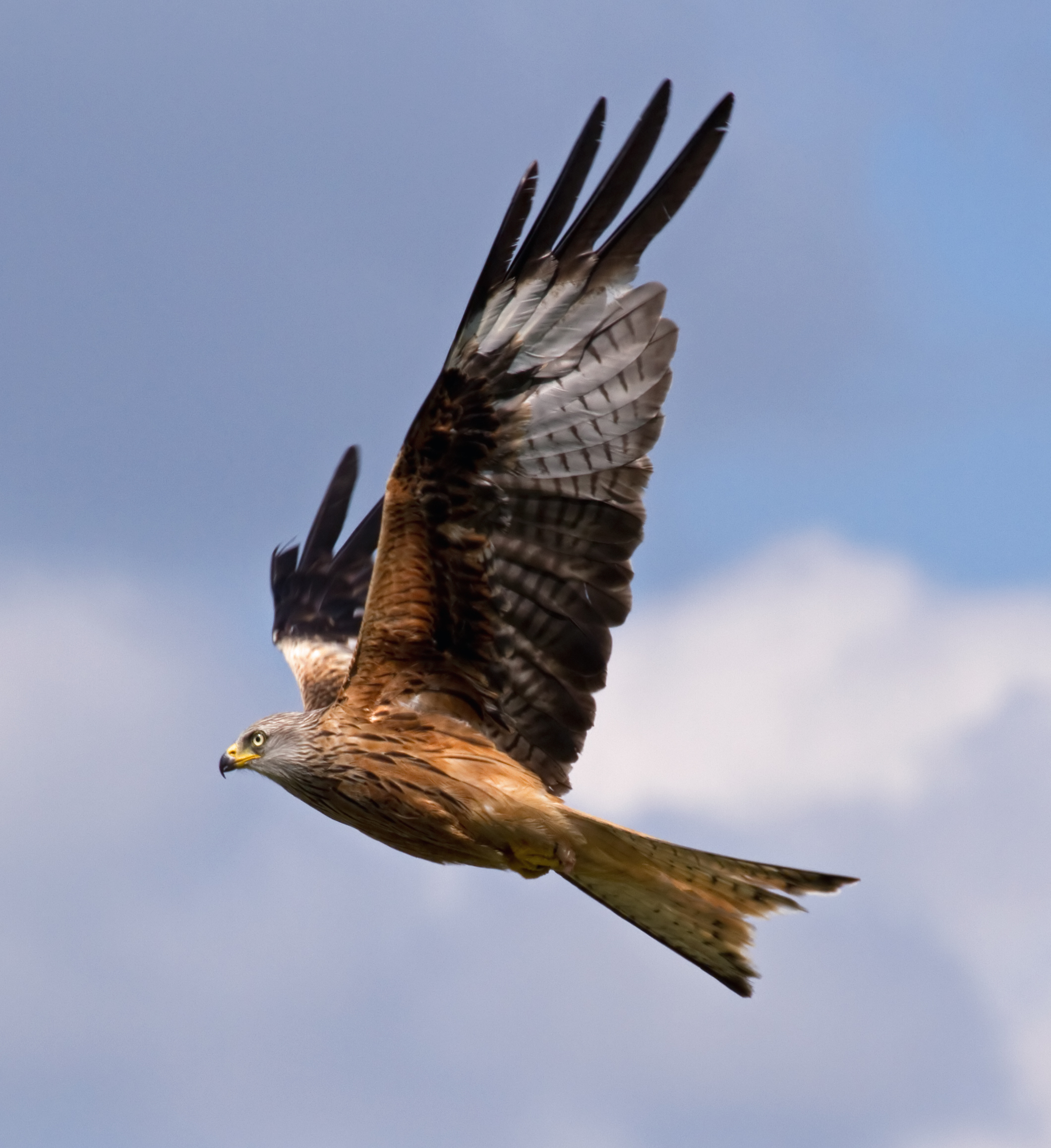
De rode wouw staat symbool voor de wilde fauna van Wales.

Wales heeft slechts enkele grote steden. Deze liggen alle in het zuiden van het land: Cardiff (Caerdydd), de hoofdstad (2005: 302.000 inwoners); Swansea (Abertawe) (2005: 171.000 inwoners); Newport (Casnewydd) (2005: 117.000 inwoners). Het binnenland is dunbevolkt en heeft een ruig karakter; de landstreek Powys beslaat ongeveer dertig procent van de totale oppervlakte van Wales, maar herbergt slechts vier procent van de bevolking.
In Wales ligt het dorp met de langste naam van Europa: Llanfairpwllgwyngyllgogerychwyrndrobwllllantysiliogogogoch.

### Flora en fauna
Wales kent naast een rijke flora en fauna, die getypeerd wordt door haar heuvelachtige landschap aan de zee, een inheems ponyras, de Welsh pony, en een aantal hondenrassen zoals Welsh corgi Cardigan, Welsh corgi Pembroke, Welshe springerspaniël en de Welsh terriër.

## Bestuurlijke indeling
Bestuurlijk is Wales onderverdeeld in 22 hoofdgebieden (Engels: principal areas), die allemaal de bestuurlijke structuur hebben van een unitary authority. Er zijn negen graafschappen, drie steden en tien county boroughs, elk met een vergelijkbare macht.
Tussen 1889 en 1974 vormden de historische graafschappen de bestuurlijke indeling. Tussen 1974 en 1996 werden de graafschappen gebruikt die vanaf 1996 bekendstaan als de behouden graafschappen (Engels: preserved counties). Deze laatsten worden sindsdien alleen nog maar voor ceremoniële doeleinden gebruikt.

## Bezienswaardigheden

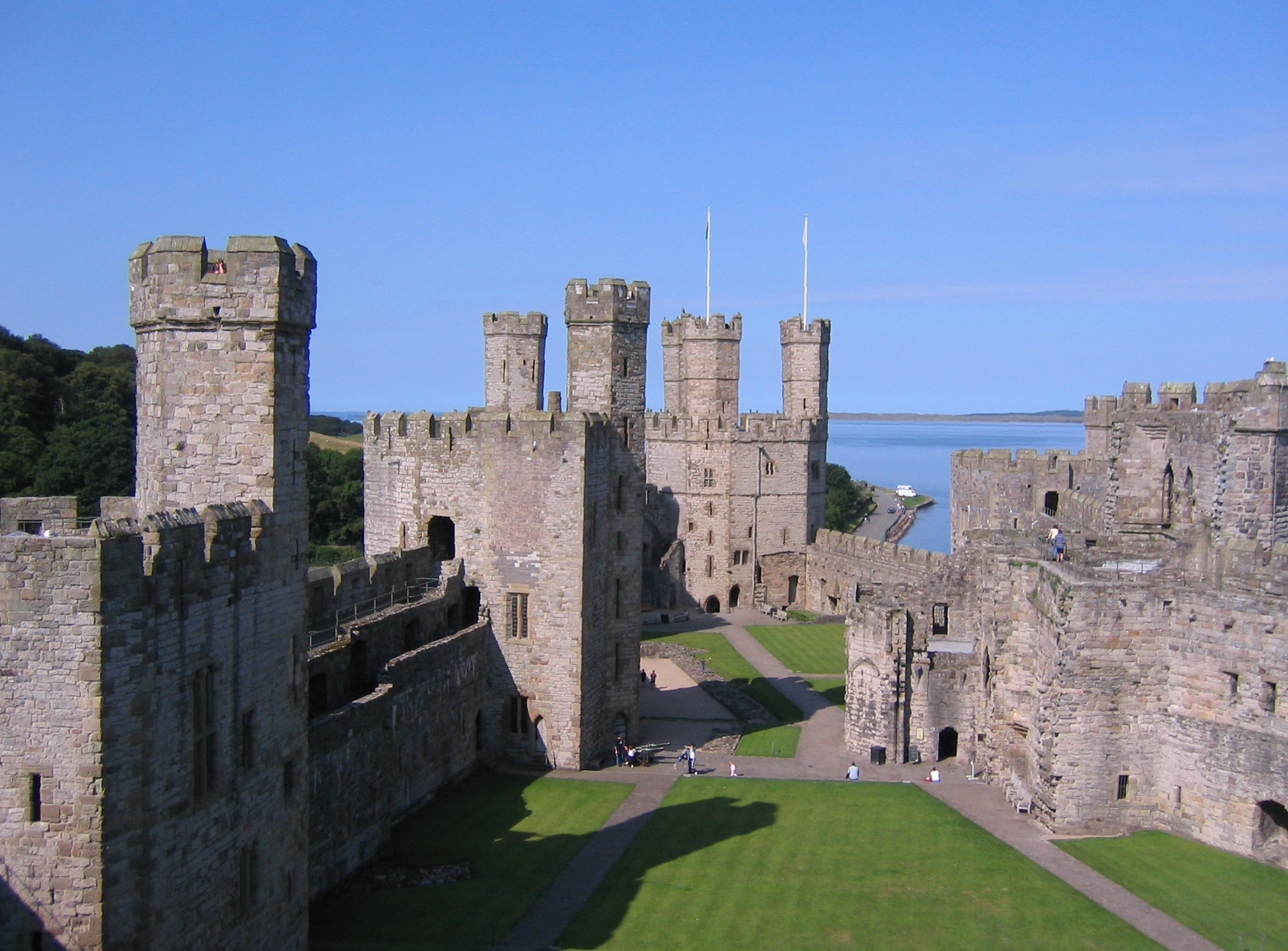
Het kasteel van Caernarfon

### Kastelen
De bekendste staan in Caernarfon, Conwy en Harlech.

### Mijnstreek en armoede
Op het einde van 19e eeuw en in het begin van de 20e eeuw was het zuiden van Wales een heel bedrijvige mijnstreek (vooral steenkool). Er kwamen zelfs Belgische gastarbeiders. De sluiting van de mijnen betekende ook het einde van het economisch belang van Wales. Nu kunnen nog steeds enkele mijnen bezocht worden (onder andere het 'Big Pit National Coal Museum' in Blaenavon).
Wales is een van de minst welvarende delen van het Verenigd Koninkrijk. Armoede komt er meer voor dan in Engeland of Schotland.

## Bevolking

### Religie
Yr Eglwys yng Nghymru (de Kerk in Wales) is de anglicaanse kerk in Wales en heeft 77.881 leden (ongeveer 2,5 procent van de bevolking). Undeb yr Annibynwyr Cymraeg (Unie van Welshe Onafhankelijken) is een congregationalistische kerk en heeft ongeveer 36.000 leden (1 procent van de bevolking). Het aantal leden van de Eglwys Bresbyteraidd Cymru (Presbyteriaanse Kerk van Wales) is 34.819 (1 procent van de bevolking). Undeb Bedyddwyr Cymru (Baptistenunie van Wales) heeft 25.384 leden (1995, 1 procent van de bevolking). De Eglwys Gatholig Rufeinig (Rooms-Katholieke Kerk) is ook belangrijk.

## Bekende personen afkomstig uit Wales
- Thomas Coke (1747-1814), methodistisch kerkleider
- Robert Owen (1771-1858), ondernemer en sociaal hervormer
- David Lloyd George (1863-1945), Premier van Groot-Brittannië tijdens de Eerste Wereldoorlog
- Thomas Edward Lawrence (1888-1935), militair en schrijver
- Dylan Thomas (1914-1953), dichter/schrijver
- Desmond Llewelyn (1914-1999), acteur
- Roald Dahl (1916-1990), schrijver
- Richard Burton (1925-1984), acteur
- Ossian Ellis (1928-2021), harpist
- Ray Reardon (1932-2024), snookerspeler
- Shirley Bassey (1937), zangeres
- Anthony Hopkins (1937), acteur
- Barry Hughes (1937-2019), voetballer, voetbaltrainer
- Tom Jones (1940), zanger
- John Cale (1942), muzikant
- Karl Jenkins (1944), componist
- Roger Glover (1945), bassist
- Timothy Dalton (1946), acteur
- Jonathan Pryce (1947), acteur
- Terry Griffiths (1947), snookerspeler
- Mary Hopkin (1950), zangeres
- Bonnie Tyler (1951), zangeres
- Ian Rush (1961), voetballer
- Nicky Grist (1961), rallynavigator
- Richie Burnett (1967), darter
- Rhys Ifans (1967), acteur
- Colin Jackson (1967), atleet
- Catherine Zeta-Jones (1969), actrice
- Michael Sheen (1969), acteur
- Ryan Giggs (1973), voetballer
- Ioan Gruffudd (1973), acteur
- Christian Bale (1974), acteur
- Jonny Clayton (1974) darter
- Kelly Jones (1974), zanger
- Mark Williams (1975), snookerspeler
- Matthew Stevens (1977), snookerspeler
- Craig Bellamy (1979), voetballer
- Catrin Finch (1980), harpiste
- Katherine Jenkins (1980), zangeres
- Mark Webster (1983), darter
- Duffy (1984), zangeres
- Marina Diamandis (1985), zangeres
- Gerwyn Price (1985), darter
- Charlotte Church (1986), zangeres
- David Greene (1986), atleet en wereldkampioen 400 meter horden in 2011
- Geraint Thomas (1986), wielrenner en winnaar van Ronde van Frankrijk 2018
- Gareth Bale (1989), voetballer
- Taron Egerton (1989), acteur
- Aaron Ramsey (1990), voetballer
- Lucie Jones (1991), zangeres

## .wales en .cymru's topleveldomeinen
.wales en .cymru werden in 2012 door Nominet UK naar voren gebracht. De definitieve goedkeuring voor beide topleveldomeinen voor Wales werd in juni 2014 door ICANN verleend.
Op 30 september 2014 heeft de Llywydd van de Senedd Senedd-websites en andere sites officieel verplaatst naar nieuwe ".cymru" en ".wales" -domeinen die geografische topleveldomeinen zijn die specifiek zijn voor Wales. Wales Online, Daily Post, de Welsh Rugby Union, het Millennium Stadium, Bloc, Gwalia, Atlantic PLC, Orchard en Portmeirion waren onder andere die ook overstapten naar de domeinen. Deze werden beschikbaar voor iedereen op St David's Day 2015.
Een gefaseerde lancering van de nieuwe domeinen was gepland, waarbij merkhouders in eerste instantie in aanmerking kwamen om een aanvraag in te dienen. De algemene beschikbaarheid werd in het voorjaar van 2015 verwacht. Early adopters van de domeinen zijn onder meer de Welshe regering en het mannenkoor Only Men Aloud!.
Officiële registrar voor .wales
Officiële registrar voor .cymru